# Высокоосельский сельсовет
Высокоосельский сельсовет — муниципальное образование (сельское поселение) в составе Спасского района Нижегородской области.
Административный центр — село Высокий Оселок.

## История
Статус и границы сельского поселения установлены Законом Нижегородской области от 15 июня 2004 года № 60-З «О наделении муниципальных образований - городов, рабочих посёлков и сельсоветов Нижегородской области статусом городского, сельского поселения».
Законом Нижегородской области от 28 августа 2009 года № 154-З сельские поселения Высокоосельский сельсовет и Бронско-Ватрасский сельсовет объединены в сельское поселение Высокоосельский сельсовет.

## Население
| 2002 | 2010 | 2012 | 2013 | 2014 | 2015 | 2016 |
| ---- | ---- | ---- | ---- | ---- | ---- | ---- |
| 1292 | ↘916 | ↘855 | ↘843 | ↘808 | ↘789 | ↘774 |
| 2017 | 2018 | 2019 | 2020 | 2021 |      |      |
| ↗776 | ↘752 | ↘735 | ↘719 | ↗740 |      |      |

## Состав сельского поселения
| №  | Населённый пункт | Тип населённого пункта       | Население |
| -- | ---------------- | ---------------------------- | --------- |
| 1  | Борковка         | деревня                      | ↘10       |
| 2  | Бронский Ватрас  | село                         | ↘307      |
| 3  | Высокий Оселок   | село, административный центр | ↘239      |
| 4  | Горки            | село                         | ↘181      |
| 5  | Долгое Поле      | село                         | ↘53       |
| 6  | Малое Сущево     | деревня                      | ↘51       |
| 7  | Новая            | деревня                      | ↘43       |
| 8  | Новое Дружково   | деревня                      | ↘12       |
| 9  | Раков            | посёлок                      | ↘20       |
| 10 | Сыромятниково    | деревня                      | ↘0        |